# Chrościce-Łyczki
Chrościce-Łyczki (do 14 lutego 2002 Chróścice-Łyczki) – część wsi Chrościce (do 14 lutego 2002 wieś) w Polsce położona w województwie mazowieckim, w powiecie ciechanowskim, w gminie Sońsk.
W latach 1975–1998 miejscowość administracyjnie należała do województwa ciechanowskiego. 15 lutego 2002 nastąpiła zmiana nazwy wsi z Chróścice-Łyczki na Chrościce-Łyczki, równocześnie (podobnie jak jej ówczesna część Pogąsty) ówczesna wieś stała się częścią wsi o nazwie Chróścice Wielkie, którą równocześnie zmieniono na Chrościce.